# Majlinda Kelmendi
Majlinda Kelmendi (ur. 9 maja 1991 r. w Peciu) – kosowska judoczka, mistrzyni olimpijska z Rio de Janeiro, dwukrotna mistrzyni świata, czterokrotna mistrzyni Europy, złota medalistka igrzysk europejskich.

## Kariera sportowa

### Mistrzostwa świata i Europy
W 2009 roku triumfowała na juniorskich mistrzostwach świata w Paryżu. Jest dwukrotną złotą medalistką mistrzostw Europy juniorów (Erywań 2009 oraz Samokow 2010). W 2010 roku była dziewiąta na mistrzostwach świata w Tokio. W 2012 roku została mistrzynią Europy do lat 23. Rok później startowała na mistrzostwach Europy w Budapeszcie, na których zdobyła brązowy medal. Z racji tego, że Kosowo nie jest członkiem Europejskiej Federacji Judo, Majlinda występowała na europejskim czempionacie pod flagą Europejskiej Federacji Judo, tak jak i troje innych zawodników z tego kraju. W 2013 roku zdobyła złoty medal mistrzostw świata w Rio de Janeiro. W finałowym pojedynku pokonała zawodniczkę brazylijską Erikę Mirandę. Rok później na mistrzostwach świata w Czelabińsku ponownie stanęła na najwyższym stopniu podium.

### Igrzyska olimpijskie
Nie mogła reprezentować swego kraju na igrzyskach olimpijskich w Londynie, ponieważ Kosowo nie było wówczas członkiem Międzynarodowego Komitetu Olimpijskiego. Zawodniczka zdecydowała się wystąpić pod albańską flagą. W pojedynku drugiej rundy uległa Christianne Legentil z Mauritiusa i zajęła dziewiąte miejsce.
W 2016 roku zdobyła złoty medal olimpijski na igrzyskach w Rio de Janeiro, pokonując w finale włoską judoczkę Odette Giuffridę. Tym samym stała się pierwszą medalistką w historii swojego kraju.
| Runda    | Przeciwniczka        | Wynik       | Osiągnięcie |
| -------- | -------------------- | ----------- | ----------- |
| 1. runda | Jaana Sundberg       | W 0110–0001 | 2. runda    |
| 2. runda | Christianne Legentil | P 0101–1001 | 2. runda    |

| Runda       | Przeciwniczka        | Wynik     | Osiągnięcie |
| ----------- | -------------------- | --------- | ----------- |
| 1. runda    | Wolny los            | Wolny los | złoto       |
| 2. runda    | Evelyne Tschopp      | W 100–000 | złoto       |
| Ćwierćfinał | Christianne Legentil | W 000–000 | złoto       |
| Półfinał    | Misato Nakamura      | W 000–000 | złoto       |
| Finał       | Odette Giuffrida     | W 001–000 | złoto       |